# Agustín Chopitea
Ricardo Agustín Chopitea Trujillo (Mercedes, 10 febbraio 1999) è un calciatore uruguaiano, difensore del Miramar Misiones.

## Caratteristiche tecniche
È un terzino destro.

## Carriera
Chopitea è cresciuto nel settore giovanile del Nacional, che ha lasciato nel 2021 per unirsi al Cerro. Ha giocato il suo primo incontro ufficiale il 2 giugno 2021 in Segunda División contro l'Albion, dove ha anche trovato il suo primo gol.
Nel 2022 è stato acquistato dal River Plate (M) con cui ha trascorso due stagioni in Primera División. Nel 2024 è rimasto svincolato e successivamente ha firmato con il Fénix.

## Statistiche

### Presenze e reti nei club
Statistiche aggiornate al 19 maggio 2024.
| Stagione        | Squadra         | Campionato      | Campionato | Campionato | Coppe nazionali | Coppe nazionali | Coppe nazionali | Coppe continentali | Coppe continentali | Coppe continentali | Altre coppe | Altre coppe | Altre coppe | Totale | Totale | Totale |
| Stagione        | Squadra         | Comp            | Pres       | Reti       | Comp            | Pres            | Reti            | Comp               | Pres               | Reti               | Comp        | Pres        | Reti        | Pres   | Reti   |        |
| --------------- | --------------- | --------------- | ---------- | ---------- | --------------- | --------------- | --------------- | ------------------ | ------------------ | ------------------ | ----------- | ----------- | ----------- | ------ | ------ | ------ |
| 2021            | Cerro           | PD              | 17         | 1          |                 | -               | -               |                    | -                  | -                  |             | -           | -           | 17     | 1      |        |
| 2022            | River Plate (M) | PD              | 20         | 1          | CU              | 2               | 1               | CS                 | 5                  | 0                  |             | -           | -           | 27     | 2      |        |
| 2023            | River Plate (M) | PD              | 23         | 0          | CU              | 1               | 0               | CS                 | 0                  | 0                  |             | -           | -           | 24     | 0      |        |
| 2024            | Fénix           | PD              | 9          | 0          | CU              | 1               | 0               |                    | -                  | -                  |             | -           | -           | 10     | 0      |        |
| Totale carriera | Totale carriera | Totale carriera | 69         | 2          |                 | 4               | 1               |                    | 5                  | 0                  |             | -           | -           | 78     | 3      |        |